# John Hollansworth Jr.
John Hollansworth Jr. (Oklahoma City, 18 de setembro de 1963) é um ex-automobilista norte-americano.

## Carreira
Hollansworth estreou no automobilismo já aos 32 anos de idade, em 1996, disputando a SCCA Ford Pro Series. Disputou a U.S. F-2000 em 1997 e não competiu em nenhuma categoria no ano seguinte.
Na Indy Racing League (atual IndyCar), participou de 12 provas entre 1999 e 2001 pelas equipes Team Xtreme e Blueprint Racing. Seu melhor resultado foi um 5º lugar na corrida 2 do Texas - foi a única vez que Hollansworth figurou entre os 10 melhores classificados em uma prova da categoria. Encerrou a carreira aos 37 anos, após a etapa de Homestead.
Participou de apenas uma edição das 500 Milhas de Indianápolis, em 1999, onde terminou na 13ª posição.

## Resultados na IRL
| Ano  | Equipe      | 1      | 2      | 3     | 4       | 5      | 6       | 7      | 8      | 9       | 10     | 11    | 12  | 13  | Pos. | Pontos |
| ---- | ----------- | ------ | ------ | ----- | ------- | ------ | ------- | ------ | ------ | ------- | ------ | ----- | --- | --- | ---- | ------ |
| 1999 | Team Xtreme | WDW 19 | PHX 15 | CLT C | INDY 13 | TXS 20 | PPIR 16 | ATL 19 | DOV 19 | PPI2 16 | LVS 19 | TX2 5 |     |     | 17º  | 146    |
| 2000 | Team Xtreme | WDW 21 | PHX    | LVS   | INDY    | TXS    | PPIR    | ATL    | KTY    | TX2     |        |       |     |     | 40º  | 9      |
| 2001 | Blueprint   | PHX    | HMS 18 | ATL   | INDY    | TXS    | PPI     | RIR    | KAN    | NSH     | KTY    | STL   | CHI | TX2 | 43º  | 12     |